# Hirose Koji
Koji Hirose (廣瀬 浩二 Hirose Koji, sinh ngày 13 tháng 3 năm 1984 ở Jōyō, Kyoto) là một cầu thủ bóng đá người Nhật Bản hiện tại thi đấu cho Tochigi S.C..

## Thống kê sự nghiệp câu lạc bộ
Cập nhật đến ngày 23 tháng 2 năm 2017.
| Thành tích câu lạc bộ | Thành tích câu lạc bộ | Thành tích câu lạc bộ | Giải vô địch | Giải vô địch | Cúp                   | Cúp                   | Tổng cộng | Tổng cộng |
| Mùa giải              | Câu lạc bộ            | Giải vô địch          | Số trận      | Bàn thắng    | Số trận               | Bàn thắng             | Số trận   | Bàn thắng |
| Nhật Bản              | Nhật Bản              | Nhật Bản              | Giải vô địch | Giải vô địch | Cúp Hoàng đế Nhật Bản | Cúp Hoàng đế Nhật Bản | Tổng cộng | Tổng cộng |
| --------------------- | --------------------- | --------------------- | ------------ | ------------ | --------------------- | --------------------- | --------- | --------- |
| 2006                  | Sagan Tosu            | J2 League             | 35           | 4            | 2                     | 0                     | 37        | 4         |
| 2007                  | Sagan Tosu            | J2 League             | 33           | 3            | 3                     | 0                     | 36        | 3         |
| 2008                  | Sagan Tosu            | J2 League             | 24           | 5            | 4                     | 7                     | 28        | 12        |
| 2009                  | Sagan Tosu            | J2 League             | 31           | 3            | 1                     | 0                     | 32        | 3         |
| 2010                  | Tochigi SC            | J2 League             | 33           | 3            | 1                     | 0                     | 34        | 3         |
| 2011                  | Tochigi SC            | J2 League             | 32           | 1            | 1                     | 0                     | 33        | 1         |
| 2012                  | Tochigi SC            | J2 League             | 41           | 11           | 1                     | 0                     | 42        | 11        |
| 2013                  | Tochigi SC            | J2 League             | 42           | 7            | 1                     | 0                     | 43        | 7         |
| 2014                  | Tochigi SC            | J2 League             | 40           | 7            | 1                     | 0                     | 41        | 7         |
| 2015                  | Tochigi SC            | J2 League             | 36           | 3            | 1                     | 0                     | 37        | 3         |
| 2016                  | Tochigi SC            | J3 League             | 30           | 5            | –                     | –                     | 30        | 5         |
| Tổng                  | Tổng                  | Tổng                  | 377          | 52           | 16                    | 7                     | 393       | 57        |